# Christophe Hérelle
Christophe Hérelle, né le 22 août 1992 à Nice, est un footballeur français. Il évolue au poste de défenseur central au Bodrum FK.
Son frère aîné, Daniel, est également footballeur.

## Carrière
Christophe Hérelle quitte la Martinique et rejoint le Centre de formation du FC Sochaux-Montbéliard durant l'été 2010 pour jouer avec l'équipe U19 quelques jours avant ses 18 ans.
Il signe son premier contrat professionnel avec le FC Sochaux-Montbéliard à l'été 2013, avant d'être prêté au SR Colmar.
En juin 2015, il rejoint l'US Créteil-Lusitanos pour deux saisons. À la suite de la relégation de l'équipe cristolienne en National, et après avoir joué 34 matchs dans le club, il décide de rejoindre l'ES Troyes AC.
Lors de la saison 2016-2017, en Ligue 2, l'ESTAC conclut le championnat à la troisième place et doit ainsi disputer des matchs de barrages face au FC Lorient. Acteur de la belle saison de son équipe, Hérelle participe à ces deux rencontres, au terme desquelles Troyes accède à l’élite du football français.
Le 5 août 2017, lors de la réception du Stade rennais, il dispute son premier match de Ligue 1 (1-1). Tantôt associé à Oswaldo Vizcarrondo ou Jimmy Giraudon, il débute 18 des 19 rencontres de la phase aller ; ses performances attirant notamment l’œil des Girondins de Bordeaux dès le mercato d'hiver.
Le 25 juin 2018, il s'engage officiellement avec l'OGC Nice, le club de sa ville natale, après une saison en Ligue 1 avec l'Espérance sportive Troyes Aube.
Le 11 août 2020, il signe à Brest pour quatre ans.
Le 1er septembre 2023, il est officiellement transféré au FC Metz et portera le maillot grenat pour une durée de deux ans.
Après une saison difficile du côté du FC Metz, le joueur rejoint officiellement le 23 juillet 2024 le Bodrum FK, club promu en Süper Lig.

## Statistiques
| Saison                | Club                  | Championnat           | Championnat | Championnat | Coupe nationale | Coupe nationale | Coupe de la Ligue | Coupe de la Ligue | Barrages Ligue 1 | Barrages Ligue 1 | Total | Total |
| Saison                | Club                  | Division              | M.          | B.          | M.              | B.              | M.                | B.                | M.               | B.               | M.    | B.    |
| 2013-2014             | SR Colmar (prêt)      | National              | 26          | 0           | -               | -               | -                 | -                 | -                | -                | 26    | 0     |
| 2014-2015             | SR Colmar (prêt)      | National              | 27          | 1           | -               | -               | -                 | -                 | -                | -                | 27    | 1     |
| Sous-total            | Sous-total            | Sous-total            | 53          | 1           | -               | -               | -                 | -                 | -                | -                | 53    | 1     |
| 2015-2016             | US Créteil-Lusitanos  | Ligue 2               | 33          | 0           | 1               | 0               | -                 | -                 | -                | -                | 34    | 0     |
| Sous-total            | Sous-total            | Sous-total            | 33          | 0           | 1               | 0               | -                 | -                 | -                | -                | 34    | 0     |
| 2016-2017             | ES Troyes AC          | Ligue 2               | 32          | 0           | 2               | 0               | 1                 | 0                 | 2                | 0                | 37    | 0     |
| 2017-2018             | ES Troyes AC          | Ligue 1               | 34          | 0           | 1               | 0               | -                 | -                 | -                | -                | 35    | 0     |
| Sous-total            | Sous-total            | Sous-total            | 66          | 0           | 3               | 0               | 1                 | 0                 | 2                | 0                | 72    | 0     |
| 2018-2019             | OGC Nice              | Ligue 1               | 33          | 0           | 1               | 0               | -                 | -                 | -                | -                | 34    | 0     |
| 2019-2020             | OGC Nice              | Ligue 1               | 15          | 3           | 2               | 0               | 1                 | 0                 | -                | -                | 18    | 3     |
| Sous-total            | Sous-total            | Sous-total            | 48          | 3           | 3               | 0               | 1                 | 0                 | -                | -                | 52    | 3     |
| 2020-2021             | Stade brestois 29     | Ligue 1               | 16          | 0           | -               | -               | -                 | -                 | -                | -                | 16    | 0     |
| 2021-2022             | Stade brestois 29     | Ligue 1               | 23          | 0           | 1               | 0               | -                 | -                 | -                | -                | 24    | 0     |
| 2022-2023             | Stade brestois 29     | Ligue 1               | 16          | 0           | -               | -               | -                 | -                 | -                | -                | 16    | 0     |
| Sous-total            | Sous-total            | Sous-total            | 55          | 0           | 1               | 0               | -                 | -                 | -                | -                | 56    | 0     |
| 2023-2024             | FC Metz               | Ligue 1               | 17          | 0           | 1               | 0               | -                 | -                 | -                | -                | 18    | 0     |
| Total sur la carrière | Total sur la carrière | Total sur la carrière | 272         | 4           | 9               | 0               | 2                 | 0                 | 2                | 0                | 285   | 4     |